# Zhao Puchu

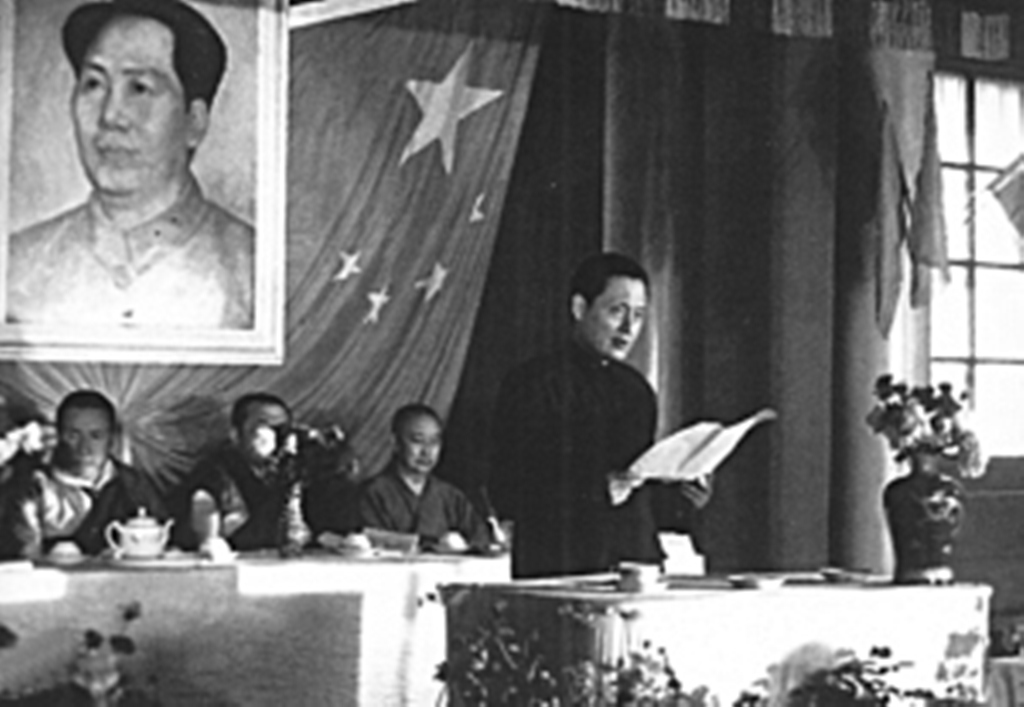
Zhào Pǔchū spricht 1953 auf der die Gründung der buddhistischen Vereinigung vorbereitenden Konferenz.

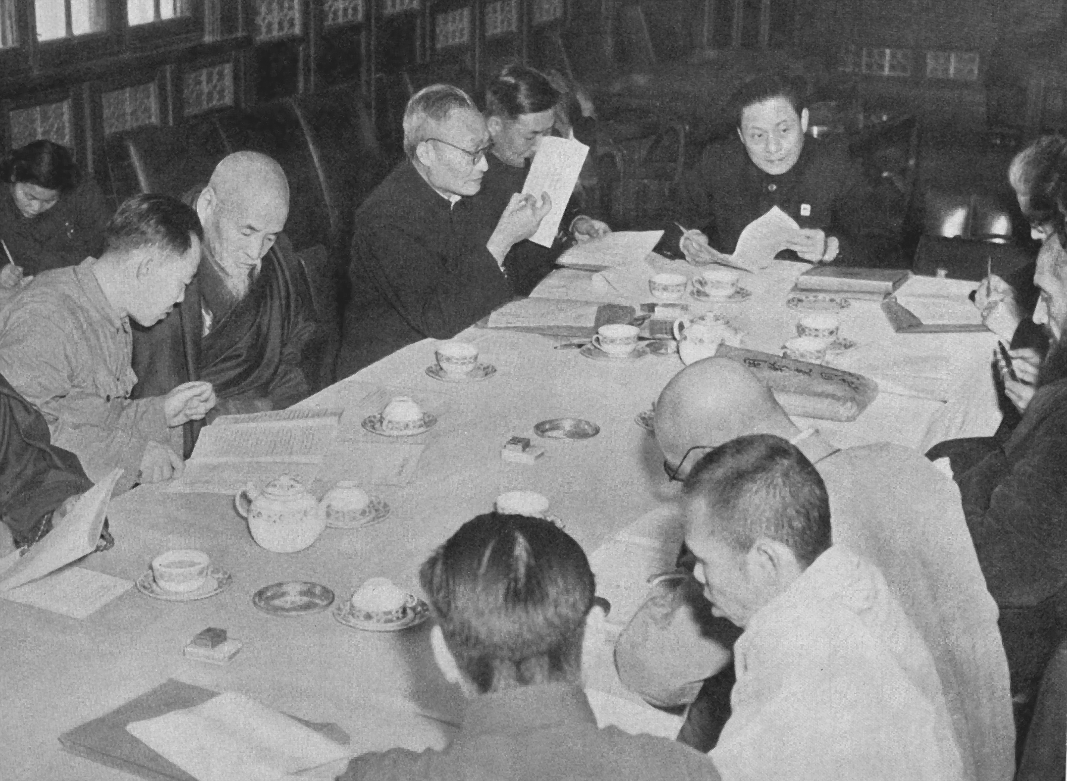
Ausschusssitzung während der Generalversammlung der chinesischen buddhistischen Vereinigung in Peking. Sherab Gyatso (sitzend 2. v. li.), Zhào Pǔchū, der Generalsekretär, am Kopfende

Zhao Puchu (chinesisch 趙朴初, Pinyin Zhào Pǔchū, W.-G. Chao P’u-ch’u; * 5. November 1907; † 21. Mai 2000 in Peking) war als engagierter buddhistischer Laie langjähriger Generalsekretär der chinesischen buddhistischen Vereinigung nach der Befreiung. In seiner Freizeit widmete er sich der Kalligrafie.

## Lebensweg
Zhào Pǔchū studierte 1926–1927 „liberal arts“ an der Soochow University (東吳大學,  Dōngwú Dàxué).
Seit den 1930ern war er im Speditionsgewerbe in Shanghai tätig. Bereits zu dieser Zeit engagierte sich Zhào für die buddhistische Laienorganisation „Pure Karma Society“ (上海佛教淨業社) in deren Hauptquartier im „Garten der Erleuchtung“ (覺園) er auch wohnte. Seine vollständige Hinwendung zu Buddhismus erfolgte erst 1934/35 als ihm der Panchen Lama die Abhiṣeka-Einweihung (灌頂) erteilte.
Während der Besatzungszeit engagierte er sich humanitär, in den Jahren 1937–1940 als Direktor der „Refugee Reception Division“ der “Shanghai Mercy Relief Alliance,” deren Flüchtlingsheime er unter Leitung von verdeckt arbeitenden KP-Kadern stellte. Aus dieser Zeit stammen seine guten Verbindungen in höchste Parteikreise, die ihn später vor allen zeitgenössischen Wirren schützen würden.

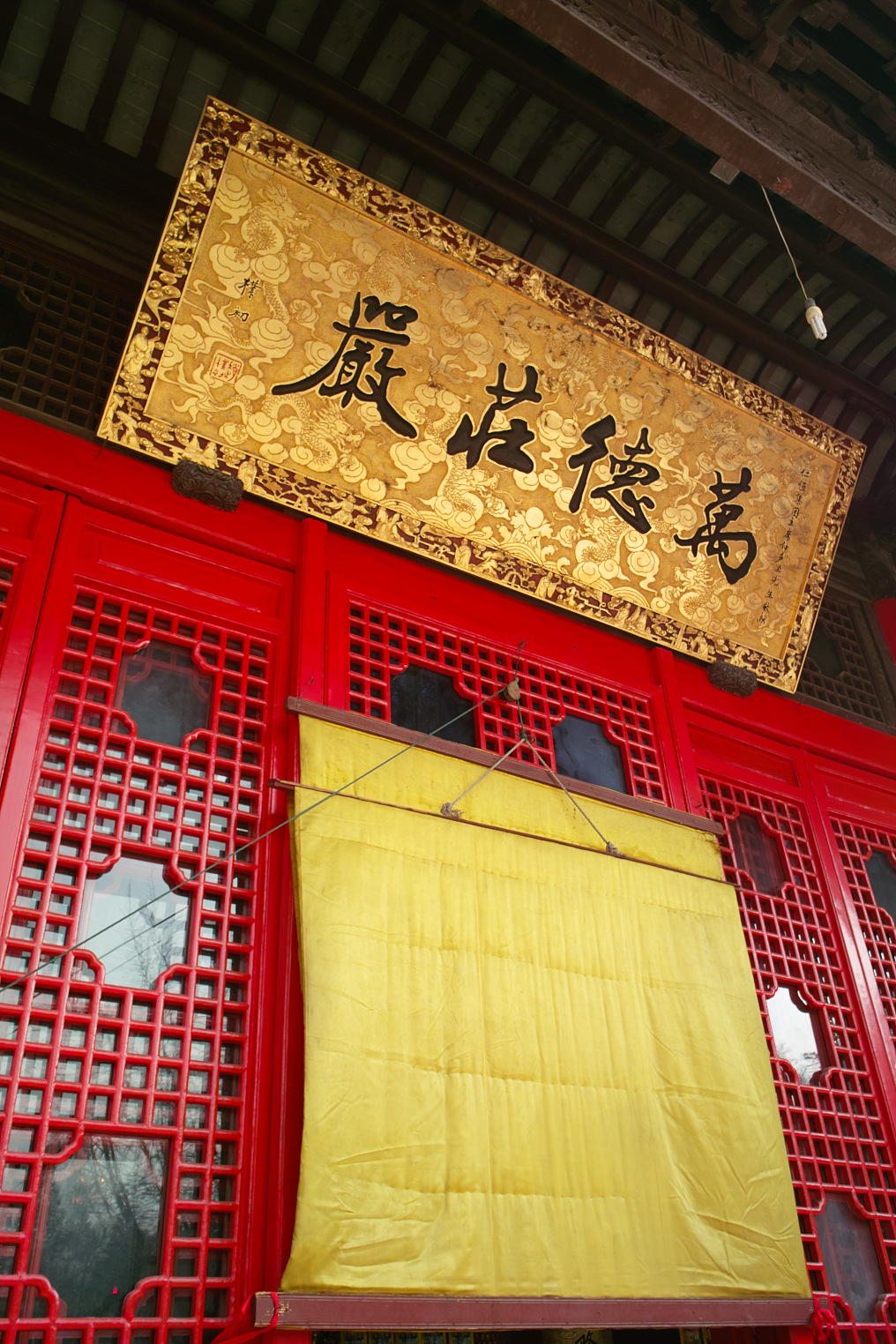
Kalligraphie Zhào Pǔchūs über dem Tor einer Halle des Qīxiá-Tempels bei Nanking

Bis 1949 blieb er Direktor der Hua-t’ung-Spedition in Shanghai. Zu dieser Zeit lebte er weiterhin im „Garten der Erleuchtung“ des Mönchs Yìnguāng. Im Juni des Jahres trat er als „demokratischer Buddhist“ der von Mǎ Xùlún (馬敘倫,  Ma Hsu-lun, Oktober 1949 bis November 1952 der erste Erziehungsminister der Regierung des Volkes) gegründeten CAFPOD bei. Zhào war von Anfang Mitglied der „Politischen Konsultativkonferenz des chinesischen Volkes.“ Ab deren vierten Legislaturperiode saß er zeitweise im ständigen Ausschuss von dessen ZK. Ob oder wann Zhào der KPCh beitrat, ist nicht klar, sein Verhalten in den 1950ern lässt jedoch auf eine Kaderfunktion schließen, er trat durchaus auch als inoffizieller Vertreter des „Büros für religiöse Fragen“ auf (heute: 國家宗教事務局,  Guójiā zōngjiào shìwùjú). Auf jeden Fall wurde er 1950 Mitglied der Blockpartei Demokratische Liga (中國民主同盟,  Zhōngguó Mínzhǔ Tóngméng).
Seit der Befreiung war Zhào nicht nur auf verschiedenen Posten im Militär- und Verwaltungsrat Ostchinas, sondern auch im Vorstand des Roten Kreuzes und in mehreren Gesellschaften zur Völkerverständigung aktiv. Dem nationalen Volkskongress gehörte er als Abgeordneter seiner Heimatprovinz Ānhuī 1954–1988 an.
Buddhistische Vereinigung
Sein Hauptbetätigungsfeld ab Juni 1953 war die des Generalsekretärs der buddhistischen Vereinigung (BAC), die 1952/1953 in Peking gegründet wurde. Er unternahm in dieser Funktion 1955–65 Auslandsreisen in neun Länder. Bei diesen Touren z. B. zum Weltfriedenskongress nach Schweden im Mai 1959 oder während der Ausleihe der Zahnreliquie an Ceylon (heute Sri Lanka) war er nominell dem Delegationsleiter Sherab Gyatsho nachgeordnet, tatsächlich hielt er jedoch die Fäden in der Hand.
In den frühen 1960ern reiste er sieben Mal nach Tokyo zu den „Weltkonferenzen gegen Atombomben“ (World Conference for Prohibiting the Use of A and H Bombs and for General Disarmament). Bis zum sechsten Kongress der “World Fellowship of Buddhists” in Phnom Penh Ende 1961 war er auch Vize dieser Vereinigung.
Während der Kulturrevolution trat Zhào nicht an die Öffentlichkeit, behielt jedoch seine Posten und trat auf jeden Fall 1972 (schon) wieder als Mitglied des geschäftsführenden Ausschusses der BAC auf.
Im Februar 1979 wurde er einer der Vizepräsidenten des Roten Kreuzes (später dessen Ehrenvorsitzender) sowie kommissarischer Leiter der BAC und dessen Studieninstituts. 1980 bis 2000 leitet er dann die Organisation.
Spätestens ab August 1978 war er stellvertretender Vorsitzender seiner Blockpartei (bis 1988). Seit diesem Jahr kam es auch wieder zur Aufnahme einer regen Reisetätigkeit. Im April 1978 war er im Gefolge Teng Hsiao-pings in Japan. August 1979 reiste er zur “World Conference on Religion and Peace” in Princeton.
Nach der 1980 erfolgten Verfassungsänderung (zu religiösen Fragen) trat Zhào 1984 wieder als Leiter der Delegation zur World Fellowship of Buddhists in Ceylon auf. Für seine Friedensarbeit erhielt er den mit zwanzig Millionen japanischen Yen dotierten Niwano-Friedenspreis. Noch im September desselben Jahres führte er eine buddhistische Delegation in den freien Teil Koreas, im November begleitete er den Panchen Lama nach Nepal. Zu den Feierlichkeiten zum sechzigsten Geburtstags von König Bhumipol erschien er im Mai 1987 in Bangkok. In den späten 1990ern trat er als Gegner der Falun Gong in Erscheinung.
Tod
Eingeäschert wurde Zhào, neun Tage nach seinem Tode, am 30. Mai 2000 im Bābǎoshān-Friedhof für Revolutionäre. Zhàos Asche wurde zur Hälfte ein Jahr später ins Meer gestreut. Die Verwaltung seines Heimatkreises Tàihú, die 2004 auch einen Teil der Asche erhielt, eröffnete 2002 einen 23 Hektar großen Zhào Pǔchū-Park. Im 2003 gegründeten Fǎhuá-Tempel außerhalb Hángzhōus gibt es seit 2006 eine Gedenkpagode ebenfalls mit den Resten seiner Asche.